# Morehead City
Pour les articles homonymes, voir Morehead.
Morehead City est une ville portuaire de Caroline du Nord aux États-Unis. En l'an 2000, la population était de 7 691 habitants. Morehead City a célébré le 150e anniversaire de sa fondation le 5 mai 2007.

## Histoire
Au début des années 1850, un groupe d'investisseurs appelé le Shepard Point Land Company achète 600 km2 de terre à l'est d'une péninsule qui constitue maintenant le site de Morehead City. Leur objectif est de profiter de l'avantage que constitue le profond canal de Beaufort Inlet, menant au Point Shepard, dans le but de construire un port et de le connecter par rails au site de Goldsboro en Caroline du Nord.
Le gouverneur John Motley Morehead, dont le nom de la ville provient, est un des membres principaux de la compagnie. Il entreprend la construction de la voie de chemin de fer en 1855. En juillet 1858, le service ferroviaire est établi.
La ville est vendue par blocs comprenant 16 lots chacun, montant aussi jusqu'à la quinzième rue, avec un système d'allées en forme de H entre chaque bloc, de sorte que toutes les maisons d'habitations et que tous les commerces puissent être desservis par les allées. La plus grande partie de ce « Philadelphia plan » existe encore aujourd'hui. La ville est officiellement incorporée à la Caroline du Nord en 1860, époque à laquelle la population est alors de 300 habitants.
La ville prospère jusqu'à ce qu'elle soit occupée par les troupes fédérales en 1862 lors de la Guerre de Sécession. La guerre interrompt le commerce et l'économie du port décline, engendrant par suite une baisse de la population. Il faudra attendre les années 1880, avec la construction de l'Atlantic Hotel sur ce coin de la péninsule, et sa publicité pour l'accès par le rail à la « Capitale de l'Été à la mer » pour que le site renaisse de ses cendres. La popularité de cet hôtel, qui comprenait aussi un entrepôt pour le trafic ferroviaire, des navires de plaisance et des ferries assurant la liaison avec Bogue Banks, aida beaucoup à établir Morehead City comme une destination de vacances estivales.
Ce fut aussi au cours des années 1880 et des années 1890 que les pêcheurs qui vivaient sur l'île de Shackleford Banks migrèrent sur les terres (transportant souvent leur maison par bateau), s'installant entre les 10e et 15e rues, et donnant à ce lieu la dénomination de Terre promise. Les pêcheurs devinrent les vecteurs du développement de la pisciculture, qui reste aujourd'hui une part importante de l'économie de la ville.
La Grande Dépression et la Seconde Guerre mondiale ont modifié l'image de la ville. La zone constituant le centre-ville s'est détériorée, tandis que de nouveaux commerces ouvraient leurs portes plus à l'ouest, accélérant ainsi la désertion du vieux centre. Dans les années 1980, un renouveau survint quand la ville obtint un programme destiné à remplacer les anciennes infrastructures et à améliorer l'esthétique des zones situées en bord de mer. Ce programme, complété par des investissements privés, a permis à la ville de se doter d'un nouveau mur longeant le bord de mer, de transports en commun souterrains, de voies piétonnes pavées agrémentées de plantations sur la zone longeant le bord de mer, ou encore, dans le centre-ville, de routes à trois voies, de maisons rénovées, de nouveaux docks et de nouveaux commerces.

## Géographie
D'après le Bureau du recensement des États-Unis, la ville a une superficie de 14,7 km2, dont 13,2 km2 sont constitués de terre, et 1,5 km2 (9,89 %) est constitué d'eau.

## Démographie
| Groupe                           | Morehead City | Caroline du Nord | États-Unis |
| -------------------------------- | ------------- | ---------------- | ---------- |
| Blancs                           | 82,0          | 68,5             | 72,4       |
| Afro-Américains                  | 10,8          | 21,5             | 12,6       |
| Autres                           | 2,6           | 4,4              | 6,4        |
| Métis                            | 2,5           | 2,2              | 2,9        |
| Asiatiques                       | 1,6           | 2,2              | 4,8        |
| Amérindiens                      | 0,5           | 1,3              | 0,9        |
| Total                            | 100           | 100              | 100        |
|                                  |               |                  |            |
| Hispaniques et Latino-Américains | 6,9           | 8,4              | 16,7       |

Concernant les personnes vivant dans les 3 597 maisons, 23,5 % sont des enfants ayant moins de 18 ans, 37.9 % sont des couples mariés vivant ensemble, 13,7 % sont des femmes vivant sans leur mari ou des maris vivant sans leur femme, et 44.8 % sont des personnes vivant seules. 16.5 % des maisons sont occupées par des personnes âgées vivant seules, et qui ont 65 ans ou plus. La moyenne d'habitants par maison est de 2,06 et la taille moyenne d'une famille est de 2,73.
Concernant la répartition des âges, 20,2 % de la population a moins de 18 ans, 7,7 % entre 18 et 24 ans, 27.2 % entre 25 et 44 ans, 24.1 % entre 45 et 64 ans, et 20.8 % ont 65 ans ou plus. L'âge médian est de 41 ans. Pour 100 femmes, on compte 83,8 hommes. Pour 100 femmes âgées de 18 ans et plus, on compte 78,3 hommes.
Le revenu annuel médian par maison dans la ville est de 28 737 $, 39 290 $ pour une famille. Les hommes ont un revenu médian de 26 852 $ contre 21 995 $ pour les femmes. Environ 12,1 % des familles et 14,6 % de la population se situent sous le seuil de pauvreté, parmi lesquels 21,7 % sont des jeunes de moins de 18 ans et 12,3 % sont des personnes de 65 ans et plus.
| 1860 | 1870 | 1880 | 1890  | 1900  | 1910  |
| ---- | ---- | ---- | ----- | ----- | ----- |
| 316  | 267  | 520  | 1 064 | 1 379 | 2 039 |

| 1920  | 1930  | 1940  | 1950  | 1960  | 1970  |
| ----- | ----- | ----- | ----- | ----- | ----- |
| 2 958 | 3 483 | 3 695 | 5 144 | 5 583 | 5 233 |

| 1980  | 1990  | 2000  | 2010  | - | - |
| ----- | ----- | ----- | ----- | - | - |
| 4 359 | 6 046 | 7 691 | 8 661 | - | - |

## La communauté actuelle
L'économie de la ville repose sur le tourisme, la pêche commerciale et sportive, ainsi que sur l'industrie légère. Morehead City est l'un des deux ports de Caroline du Nord. L'hôpital Carteret dessert le comté dans sa globalité, et constitue le second plus grand employeur du comté après le système éducatif. L'éducation secondaire joue aussi un rôle significatif dans l'économie et la culture. Elle travaille en partenariat avec plusieurs instituts de recherche scientifique, l'État de Caroline du Nord et l'Université Duke. Une branche du ministère de la pêche pour la recherche et le loisir de l'État de Caroline du Nord se situe à Morehead City.

### Pêche sportive
Morehead City est essentiellement connue comme un centre de pêche sportive. Elle initie des tournois de pêche, dont un majeur chaque année.

### Tourisme
Portée par l'industrie du tourisme, Morehead City dispose de nombreux restaurants, plusieurs donnant sur le bord de mer. Les galeries d'art et les commerces de cadeaux-souvenirs profitent aussi bien aux touristes qu'aux habitants de la ville. La zone Beaufort-Morehead City a été citée comme étant l'une des cent « plus belles petites villes artistiques » d'Amérique, dans un livre de John Villani.

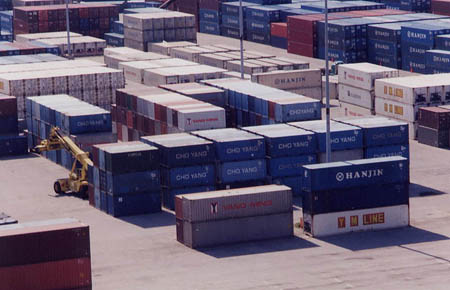
Terminal pour conteneurs

### Port
Le port a une vocation commerciale et militaire. C'est le port d'embarcation et de débarquement de la 2nd Marine Division au Camp Lejeune.